# 陈恭受
陈恭受（1877年—1952年）字益南。广东省南海县人。中华民国政治人物。

## 生平
1905年，陈恭受入广东警察学校。1907年到佛山任巡官。辛亥革命后，出任广东警察厅司法科科长。1918年，任广东警务厅厅长。1920年，任南洋兄弟烟草公司顾问。1923年，陈恭受成立佛山忠义乡团，并兼任佛山商会会长、佛山商团团长。1924年7、8月间，陈恭受和广州商团团长陈廉伯起事（广州商团事变），反抗广州革命政府。商团失败后，陈恭受逃往香港，后来在普陀山释印光处受居士戒。1932年，陈恭受回到佛山，设“九莲胜会”。抗日战争期间，與日军聯合對抗抗日力量。抗日战争胜利后，陈恭受任南海县政府和广东第一区清剿司令部顾问。
1952年，陈恭受被人民政府处决。